# Yerba Buena (Argentyna)
Yerba Buena – miasto w Argentynie, położone w środkowej części prowincji Tucumán.

## Opis
Miejscowość została założona 29 grudnia 1928 roku. Przez miasto przebiega droga krajowa RP340. Obecnie Yerba Buena wchodzi w skład aglomeracji San Miguel de Tucumán.

## Demografia
.